# كرايغ باترسون
كرايغ باترسون (بالإنجليزية: Craig Paterson) هو لاعب كرة قدم بريطاني في مركز الدفاع، ولد في 2 أكتوبر 1959 في South Queensferry ‏ في المملكة المتحدة. لعب مع نادي رينجرز ونادي كيلمارنوك ونادي ماذرويل ونادي هيبرنيان وهاميلتون أكاديميكال.